# Stadttheater Santiago
Das Stadttheater von Santiago – Nationaloper von Chile (span. Teatro Municipal de Santiago – Ópera Nacional de Chile) ist ein öffentliches Theater, das am 17. September 1857 im Stadtzentrum von Santiago de Chile eröffnet wurde. Aufgrund seiner reichen Tradition und Doppelfunktion als Stadttheater und chilenische Nationaloper gilt es als das wichtigste Theater- und Kulturzentrum des Landes. Es wird von der Kulturgesellschaft der Gemeinde Santiago verwaltet.

## Geschichte

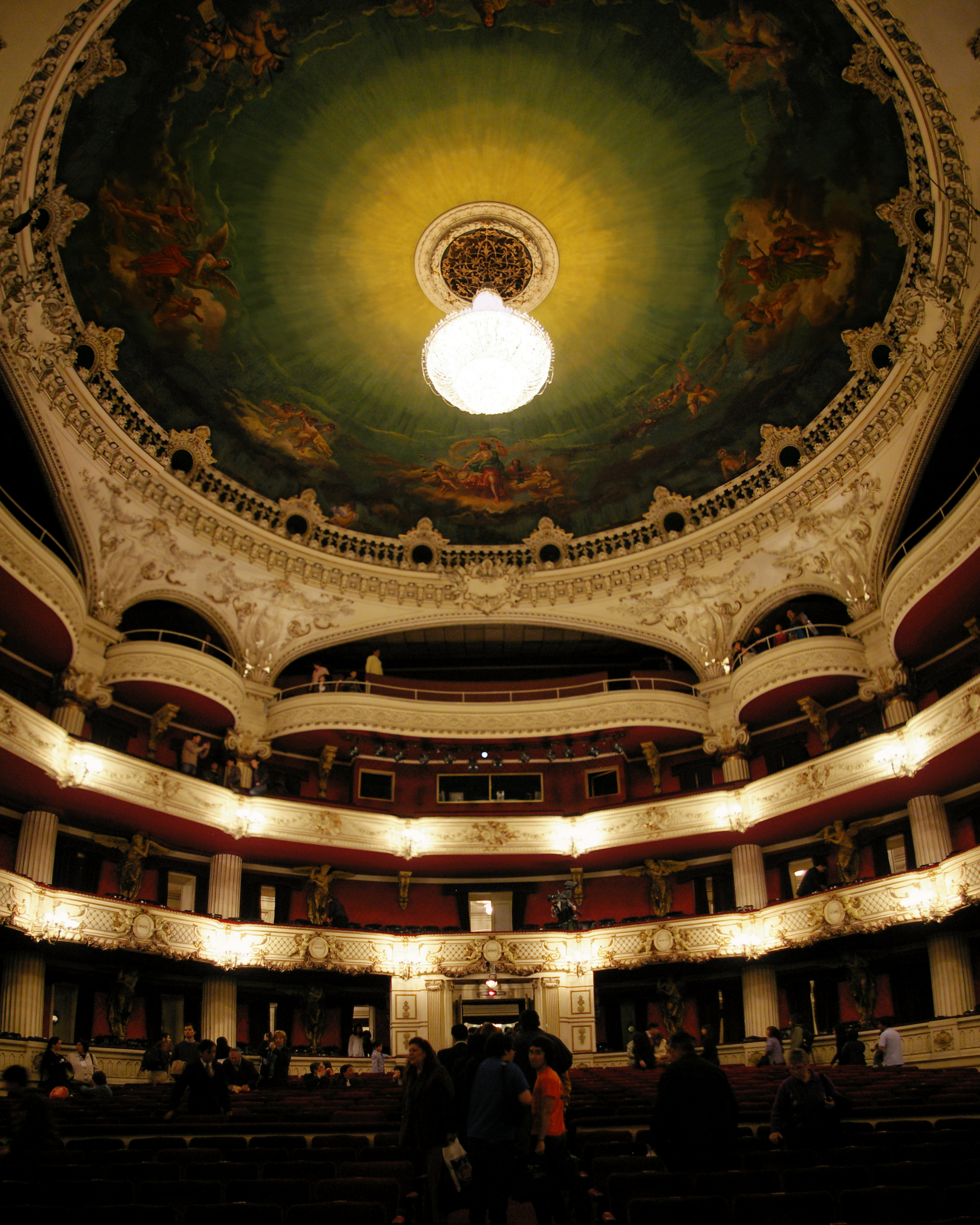
Innenraum

Das Gebäude wurde vom Architekten François Brunet de Baines mit Beratung des Bauingenieurs Philippe-Auguste Charme de L’Isle entworfen, beides französische Auswanderer in Chile, die sich an der neoklassizistischen Schule orientierten. Das Theater wurde auf dem Gelände der Königliche Sankt-Philipps-Universität errichtet, nachdem es umbenannt und an die Universität von Chile übertragen wurde. Da der Architekt 1855 mitten in den Bauarbeiten verstarb, wurden die Arbeiten von seinem französischen Kollegen Lucien Hénault weitergeführt, dem sich der chilenische Architekt Manuel Aldunate y Avaria anschloss. Auch der Architekt Charles Garnier leistete einige Beiträge zum endgültigen Entwurf des Theaters.
Zu ihrer Einweihung am Vorabend der chilenischen Nationalfeiertage wurde die Oper Ernani aufgeführt. Dafür wurde eigens eine italienische Theatergruppe engagiert. Am 2. November 1895 wurde die Oper „La Florista de Lugano“ (Die Blumenhändlerin von Lugano) des Komponisten Eliodoro Ortiz de Zárate uraufgeführt und war damit die erste Uraufführung eines Chilenen in diesem Theater.
Mitte des 20. Jahrhunderts porträtierte der österreichische Fotograf Ignaz Hochhäusler als Amateur der darstellenden Künste verschiedene Künstler, die im Theater auftraten, wie Tänzer, Schauspieler, Musiker usw. Ein Teil dieser Fotografien wird heute als fotografisches Erbe in der chilenischen Nationalbibliothek aufbewahrt. 1974 wurde das Stadttheater zum Nationaldenkmal erklärt. Ebenso war das Theater 1978 und 1986 Gastgeber des OTI Festivals.
Da Chile ein erdbebengefährdetes Land ist, wurde die Theaterstruktur durch die Erdbeben in der Stadt unterschiedlich stark beschädigt, weshalb sie wiederholt repariert werden musste. Am 18. November 2013 und nach der Premiere von Mayerling in Chile brach in den Lagerhallen des Theaters ein Feuer aus, das Schäden an den Umkleidekabinen verursachte.